# Hjälpföreningen
Hjälpföreningen (en: Relief Society) är en välgörenhetsorganisation inom Jesu Kristi kyrka av sista dagars heliga, grundad i USA 1842.
Genom denna verkar och leder vuxna kvinnor både lokalt och globalt inom kyrkan. Kvinnor inom församlingen över 18 år blir automatiskt medlemmar i Hjälpföreningen. Organisationen grundades i Nauvoo, Illinois 17 mars 1842, och har nu sitt högkvarter i Salt Lake City. Dess första president var Emma Smith. 
President sedan april 2022 är Camille N. Johnson
Hjälpföreningen har globalt runt 6 miljoner medlemmar.